# دانيال عادل
دانيال عادل (بالإنجليزية: Daniel Adel)‏ هو رسام أمريكي، ولد في 1962.